# Rasmus Andresen
Rasmus Andresen (Essen, 20 febbraio 1986) è un politico tedesco, europarlamentare nella IX legislatura.

## Biografia
Andresen è cresciuto principalmente a Flensburgo e appartiene alla minoranza danese dello Schleswig meridionale.  Si è laureato a Duborg-Skolen a Flensburgo e successivamente con un'altra laurea presso l'Università di Roskilde in Danimarca.